# Gymnacranthera farquhariana
Gymnacranthera farquhariana är en tvåhjärtbladig växtart som först beskrevs av Joseph Dalton Hooker och Thomas Thomson och som fick sitt nu gällande namn av Otto Warburg.
Gymnacranthera farquhariana ingår i släktet Gymnacranthera och familjen Myristicaceae.

## Underarter
Arten delas in i följande underarter:
- Gymnacranthera farquhariana eugeniifolia
- Gymnacranthera farquhariana paniculata
- Gymnacranthera farquhariana zippeliana